# Delors-komiteen
 Ikke at forveksle med Delors-kommissionen.
Delors-komiteen er navnet på den komite som formanden for EF-kommissionen, Jacques Delors, nedsatte i juni 1988, og som gjorde forarbejdet for introduktionen af Økonomiske og Monetære Union (ØMU). 

## Metode og deltagere
Komiteen arbejdede efter den såkaldte Spaak-metode, hvor en forberedende komite gør alt forarbejdet, som så blot skal vedtages. En sådan komite har dermed meget stor indflydelse på det færdige resultat. Komiteens medlemmer bestod af centralbank-direktørerne for de 12 medlemslande, og med professor ved Københavns universitet, Niels Thygesen som særlig rådgiver. Havde komiteen stor indflydelse så havde ingen af de deltagende 13 personer mere indflydelse end Niels Thygesen, der var den eneste fra akademiets verden. På grund af denne særlige indflydelse kaldes Thygesen ofte for "euroens far."

## Rapporten
Komiteen præsenterede sit arbejde i Delors-rapporten,og på et topmøde i Madrid i juni 1989 blev det vedtaget at realisere planen med udgangspunkt i forslagene fra rapporten. Det blev også besluttet, at 1. fase af Den Økonomiske og Monetære Union, ØMUen, skulle begynde 1. juli 1990.